# James Borrego
James Borrego (Albuquerque, 12 novembre 1977) è un allenatore di pallacanestro statunitense.

## Carriera
Borrego ha iniziato la sua carriera da allenatore con la sua alma mater, l'Università di San Diego, come assistente dal 2001 al 2003. Durante il suo mandato, San Diego ha vinto il campionato della West Coast Conference e si è guadagnato un viaggio al torneo NCAA nella stagione 2002-2003.
Dopo la sua permanenza da allenatore con i Toreros, Borrego ha iniziato nel 2003 la sua carriera nel basket professionistico con i San Antonio Spurs, iniziando come assistente coordinatore video nell'estate del 2003 e successivamente promosso assistente allenatore. Ha trascorso sette stagioni con gli Spurs, facendo parte di due squadre del campionato NBA nel 2005 e nel 2007 prima di lasciare la squadra per unirsi all'ex assistente degli Spurs Monty Williams quando ha preso il posto di capo allenatore con i New Orleans Hornets dal 2010 al 2012.
Successivamente, si è unito a Jacque Vaughn come assistente principale per gli Orlando Magic. Ha assunto la direzione di Magic quando Vaughn è stato licenziato il 5 febbraio 2015. Il 6 febbraio ha fatto il suo debutto da allenatore contro i Los Angeles Lakers, vincendo 103-97 ai tempi supplementari. Il 17 febbraio è diventato l'allenatore della squadra per il resto della stagione.
Il 17 giugno 2015, è tornato agli Spurs come assistente allenatore per Gregg Popovich.
Il 10 maggio 2018, gli Charlotte Hornets hanno nominato Borrego come loro nuovo allenatore, firmandolo con un contratto quadriennale con la squadra. Borrego è diventato il primo allenatore latino nei 72 anni di storia della NBA.
Dal 2023 è assistente allenatore nei New Orleans Pelicans. 

## Statistiche

### Allenatore
| Stagione | Squadra           | Regular Season | Regular Season | Regular Season | Regular Season | Regular Season           | Post Season      |
| Stagione | Squadra           | V              | P              | % V            | G              | Posizione finale         | Post Season      |
| -------- | ----------------- | -------------- | -------------- | -------------- | -------------- | ------------------------ | ---------------- |
| 2014-15  | Orlando Magic     | 10             | 20             | 33,3           | 30             | 5º in Southeast Division | Manca i play-off |
| 2018-19  | Charlotte Hornets | 39             | 43             | 47,6           | 82             | 2º in Southeast Division | Manca i play-off |
| 2019-20  | Charlotte Hornets | 23             | 42             | 35,4           | 65             | 4º in Southeast Division | Manca i play-off |
| 2020-21  | Charlotte Hornets | 33             | 39             | 45,8           | 72             | 4º in Southeast Division | Manca i play-off |
| 2021-22  | Charlotte Hornets | 43             | 39             | 52,4           | 82             | 3º in Southeast Division | Manca i play-off |
|          | Carriera          | 148            | 183            | 45,8           | 301            |                          |                  |